# Gerd Ludwig Lemmer
Gerd Ludwig Lemmer (ur. 13 września 1925 w Remscheid, zm. 18 marca 2016) – niemiecki polityk, prawnik i samorządowiec, poseł do Parlamentu Europejskiego I, II i III kadencji.

## Życiorys
Szkołę średnią ukończył w Zuoz w Szwajcarii. Następnie studiował prawo na Uniwersytecie w Getyndze. Zdał państwowe egzaminy prawnicze I i II stopnia. Od 1954 był urzędnikiem w administracji Nadrenii Północnej-Westfalii, a od 1956 urzędnikiem przedstawicielstwa Berlina Zachodniego przy rządzie federalnym.
Działał w Unii Chrześcijańsko-Demokratycznej. Od 1952 był radnym miejscowości Remscheid. W latach 1961–1963 pełnił funkcję burmistrza. W latach 1958–1975 sprawował mandat posła do landtagu. Od 1962 do 1966 w rządzie krajowym Nadrenii Północnej-Westfalii był ministrem do spraw federalnych. Od listopada 1967 do marca 1969 pełnił funkcję sekretarza stanu w Federalnym Ministerstwie do spraw Wypędzonych, Uchodźców i Ofiar Wojny. Od końca lat 60. zatrudniony w sektorze prywatnym (w tym w koncernie Friedrich Krupp AG).
W 1979 uzyskał mandat eurodeputowanego I kadencji. Z powodzeniem ubiegał się o reelekcję w wyborach w 1984 i 1989, zasiadając w PE do 1994. Był członkiem frakcji chadeckiej, pracował głównie w Komisji ds. Stosunków Gospodarczych z Zagranicą.